# Berczik Zoltán
Berczik Zoltán (Újvidék, 1937. augusztus 7. – Budapest, 2011. január 11.) hatszoros Európa-bajnok magyar asztaliteniszező, edző, sportvezető.

## Sportolói pályafutása
1950-től a Gyulai Vörös Lobogó, 1955-től a Budapesti Lokomotív, 1957-től a Vasútépítő Törekvés, majd 1965-től a BVSC (Budapesti Vasutas Sport Club) asztaliteniszezője volt. 
1957-től 1969-ig összesen száznegyvenöt alkalommal szerepelt a magyar válogatottban. A világ- és Európa-bajnokságokon összesen tizenhárom érmet – köztük az 1958. évi budapesti és 1960. évi zágrábi Európa-bajnokságon három-három aranyérmet – nyert. Az aktív sportolást 1969-ben fejezte be.

### Sporteredményei

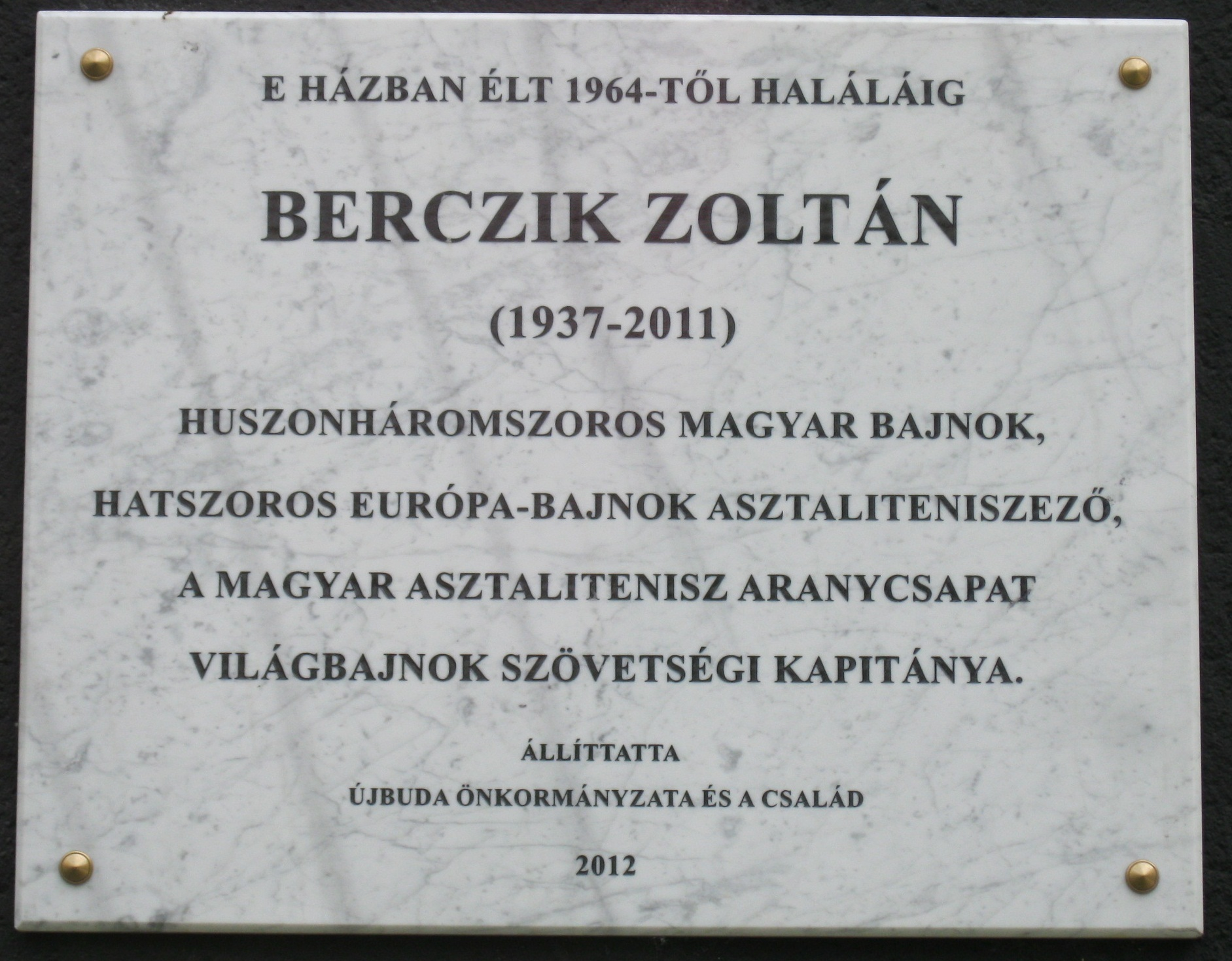
Emléktáblája a Budafoki úton

- háromszoros világbajnoki 2. helyezett:
  - 1957, Stockholm: csapat (Földy László, Gyetvai Elemér, Péterfy Miklós, Sidó Ferenc)
  - 1959, Dortmund: csapat (Bubonyi Zoltán, Földy László, Pigniczky László, Sidó Ferenc)
  - 1961, Peking: férfi páros (Sidó Ferenc)
- háromszoros világbajnoki 3. helyezett:
  - 1959, Dortmund:
    - férfi páros (Földy László)
    - vegyes páros (Farkas Gizella)
- 1961, Peking: csapat (Földy László, Péterfy Miklós, Rózsás Péter, Sidó Ferenc)
- hatszoros Európa-bajnok:
  - 1958, Budapest:
    - egyes
    - vegyes páros (Farkas Gizella)
    - csapat (Bubonyi Zoltán, Földy László, Gyetvai Elemér, Sidó Ferenc)

  - 1960, Zágráb: 
    - egyes
    - férfi páros (Sidó Ferenc)
    - csapat (Bubonyi Zoltán, Földy László, Halpert Tamás, Sidó Ferenc)
- Európa-bajnoki 2. helyezett:
  - 1964, Malmö: egyes
- Európa-bajnoki 5. helyezett:
  - 1964, Malmö: csapat (Faházi János, Papp József, Pigniczki László, Rózsás Péter)
- BEK-győztes (1963)
- hatszoros Tízek-bajnok (1956–1960, 1963)
- huszonháromszoros magyar bajnok:
  - egyes: 1959–1964
  - férfi páros: 1959–1963, 1967
  - vegyes páros: 1957, 1960
  - csapat: 1957–1959, 1962, 1964–1967, 1969

## Edzői és sportvezetői pályafutása
Visszavonulása után a Testnevelési Főiskolán edzői, majd mesteredzői oklevelet szerzett. Még aktív játékosként a BVSC játékosedzője volt. 1969-től 1984-ig a magyar válogatott vezetőedzője lett. Tanítványai közül Jónyer István négyszeres, Klampár Tibor és Gergely Gábor kétszeres, illetve Kreisz Tibor és Takács János egyszeres világbajnok lett. 1984-től 1985-ig a japán Butterfly cégnél volt edző. Hazatérése után a BVSC vezetőedzője, majd 1989-től 1996-ig ismét a magyar válogatott vezetőedzője, illetve a Magyar Asztalitenisz Szövetség (MOATSZ) edzőbizottságának vezetője volt. 2001-től a szövetség alelnökévé, később tiszteletbeli elnökévé választották. 1998-tól Gyula város díszpolgára.

## Díjai, elismerései
- Az európai asztalitenisz hírességek csarnokának tagja (2015)[3]